# Gotthard-basistunnel
De Gotthard-basistunnel is een spoortunnel in Zwitserland onder het Gotthardmassief van de Zwitserse Alpen. Het traject loopt van noord naar zuid, van bij Erstfeld in het kanton Uri naar Bodio in het kanton Ticino. In tegenstelling tot de oude Gotthardspoortunnel, loopt de basistunnel ook door Graubünden. De spoortunnel is met 57 km de langste tunnel ter wereld. De tunnel werd op 1 juni 2016 geopend. Aan de bouw van de Gotthard-basistunnel werd in 1999 begonnen.
De Gotthard-basistunnel is aangelegd als onderdeel van het Zwitserse AlpTransit-project, in combinatie met de aanleg van de Zimmerberg-basistunnel en de Ceneri-basistunnel. Door deze tunnels rijdt een hogesnelheidstrein tussen Zürich en Milaan. De reistijd is met meer dan een uur verkort, waardoor de trein een aantrekkelijk alternatief voor zowel auto als vliegtuig werd.
Ook voor het goederenvervoer per spoor is de Gotthard-basistunnel een grote verbetering, omdat de hellingspercentages van de basistunnel veel kleiner zijn dan van de oude tunnel, het profiel groter is en het nieuwe tracé geen keerlussen kent. De transportcapaciteit is ongeveer verdubbeld.
De totale kosten van het project bedroegen 9,8 miljard Zwitserse frank, ofwel 8,9 miljard euro.

## Geschiedenis
Het idee om een Gotthard-basistunnel te bouwen ontstond in 1947. In 1961 werd begonnen met het bestuderen van mogelijke trajecten, maar het kwam niet tot een besluit om de tunnel aan te leggen. Nadat in de periode 1970-1980 de Gotthard-wegtunnel was gebouwd werd in 1999 officieel begonnen met het boren van de nieuwe spoortunnel.
Op 15 oktober 2010 werd om 14.00 uur de boormachine Heidi gestart om de laatste 1,30 meter in de oostelijke tunnelbuis tussen de bouwplaats Sedrun en de bouwplaats Faido te verwijderen. Om 14.17 uur was de doorbraak in de tunnel. Hierdoor ontstond de eerste doorgaande verbinding tussen de noordelijke tunnelingang bij Erstfeld en de zuidelijke tunnelingang bij Biasca.
Op 23 maart 2011 maakte boormachine Sissi om 12.20 uur de doorbraak in de westelijke tunnelbuis tussen de bouwplaats Sedrun en de bouwplaats Faido.
Op 31 oktober 2014 werden in de westelijke tunnelbuis bij km 55 de laatste dwarsliggerkoppen in beton gestort. De laatste drie dwarsliggerkoppen werden voorzien van een gouden bekleding.
Er werd een testbedrijf gedurende  24 uur per dag tussen oktober 2015 en mei 2016 uitgevoerd.
De feestelijke opening van de tunnel werd gehouden op 1 juni 2016. De officiële ingebruikname van de tunnel volgde op 11 december 2016 bij de start van de nieuwe dienstregeling.
Na de opening eind 2020 van de Ceneri-basistunnel bij Lugano bedraagt de reistijd Zürich-Milaan nog maar drie uur.
Op 10 augustus 2023 ontspoorde een goederentrein in de westelijke tunnel, die tot gevolg heeft dat het goederen en personenvervoer voor lange tijd gestremd is.

## Bouwplaatsen van de Gotthard-basistunnel
in Uri:
- Bouwplaats: Erstfeld (noordportaal)

Noordelijke ingang Erstfeld: oostelijke tunnelbuis: km 99,727, westelijke tunnelbuis: km 199,300. Lengte tunneldeel te Erstfeld: oostelijke tunnelbuis: 7,778 km, westelijke tunnelbuis: 7,705 km
- Bouwplaats: Amsteg

De bouwplaats AlpTransit is gevestigd te Amsteg-Grund, in de gemeente Silenen, en per spoor bereikbaar vanuit Erstfeld met een 4 km lang traject langs de A2.
Lengte tunneldeel te Amsteg: oostelijke tunnelbuis: 11,350 km, westelijke tunnelbuis: 11,350 km
in Graubünden:
- Bouwplaats: Sedrun

Lengte tunneldeel te Sedrun: oostelijke tunnelbuis: 7,786 km, westelijke tunnelbuis: 7,453 km
in Ticino:
- Bouwplaats: Faido

Lengte tunneldeel te Faido: oostelijke tunnelbuis: 14,219 km, westelijke tunnelbuis: 14,807 km
- Bouwplaats: Bodio (zuidportaal)

Lengte tunneldeel te Bodio: oostelijke tunnelbuis: 15,928 km, westelijke tunnelbuis: 15,663 km
Zuidelijke ingang Bodio: oostelijke tunnelbuis: km 156,778, westelijke tunnelbuis: km 256,778
- Bouwplaats: Biasca

De zuidelijke verbinding van de Gotthard-Basistunnel gaat ten westen van Biasca langs de autosnelweg A2 lopen en sluit ten zuiden van het stadje aan op de oude Gotthardspoorlijn.
Ook komt er aan de noordzijde van Biasca een aansluiting met de Gotthardspoorlijn.

## Media
De (aanleg van de) tunnel werd gevolgd in afleveringen van verschillende documentaireseries, waaronder Big, Bigger, Biggest van National Geographic, Extreme Engineering van Discovery Channel en Kings of Construction van Discovery Science in 2005.

## Foto's

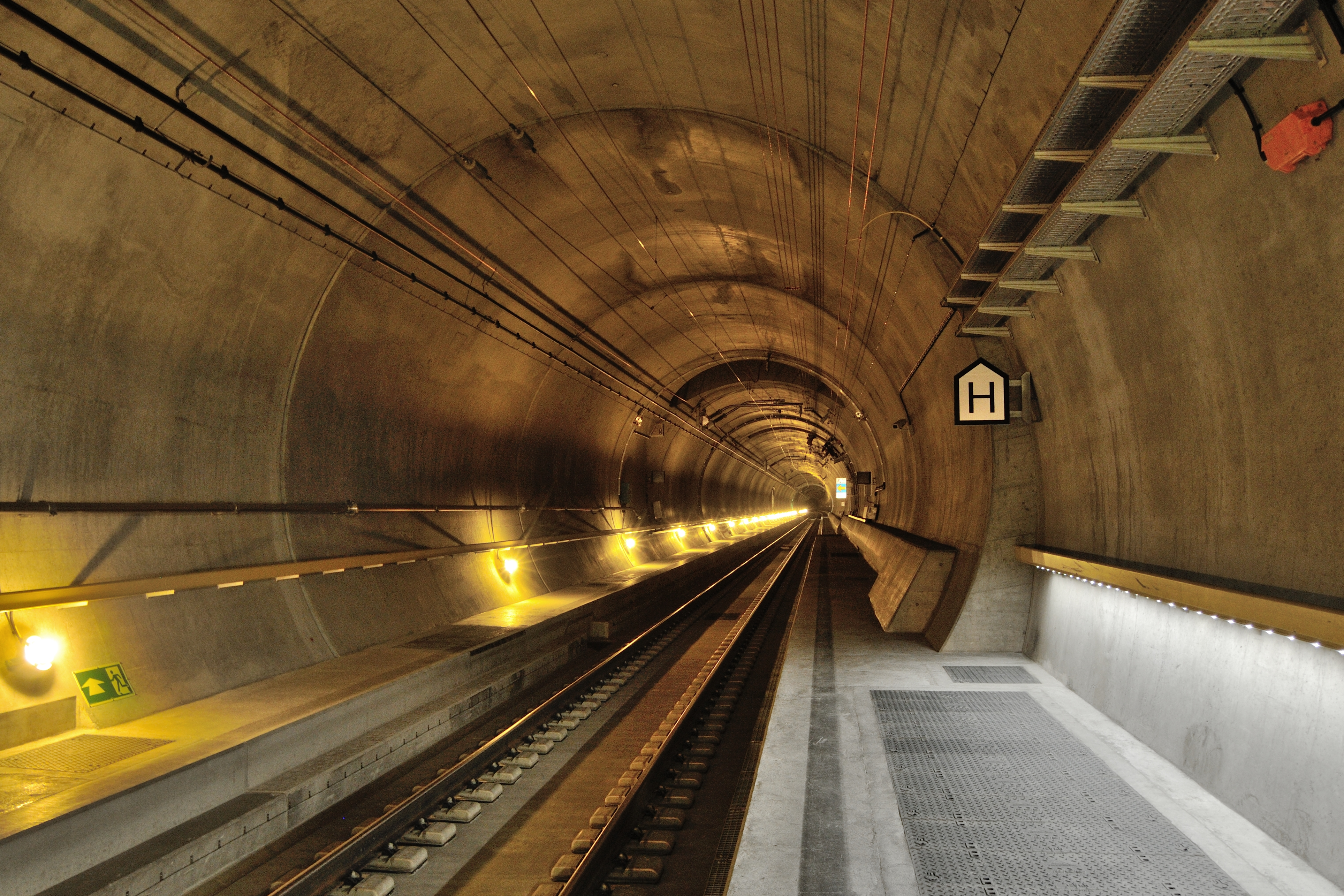
Basistunnel te Sedrun
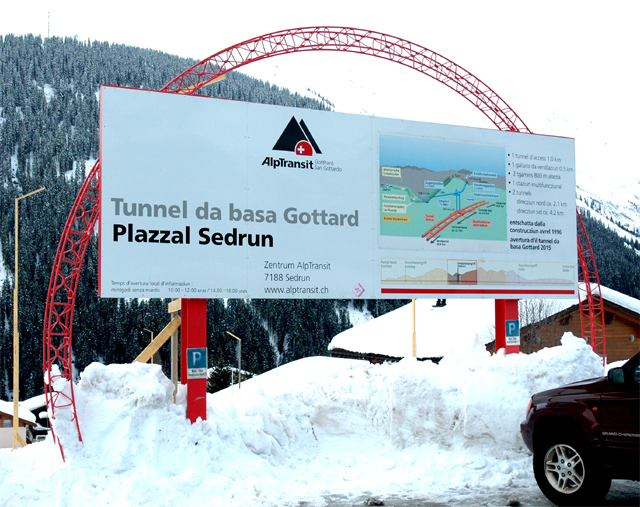
Aankondigingsbord van de basistunnel te Sedrun, 2006
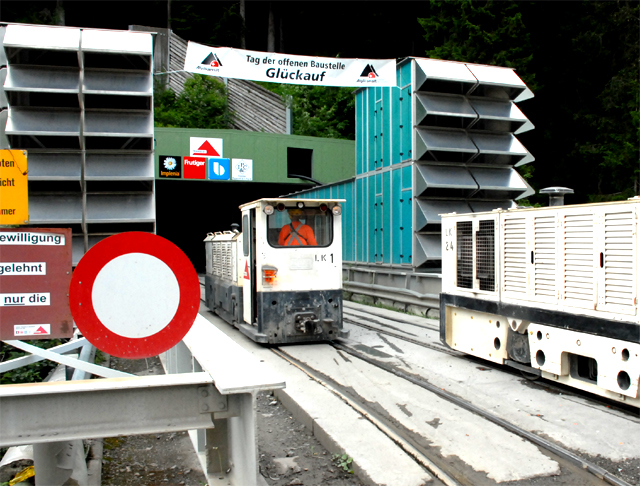
Tunnelingang hulptunnel op 20 juni 2009 te Sedrun
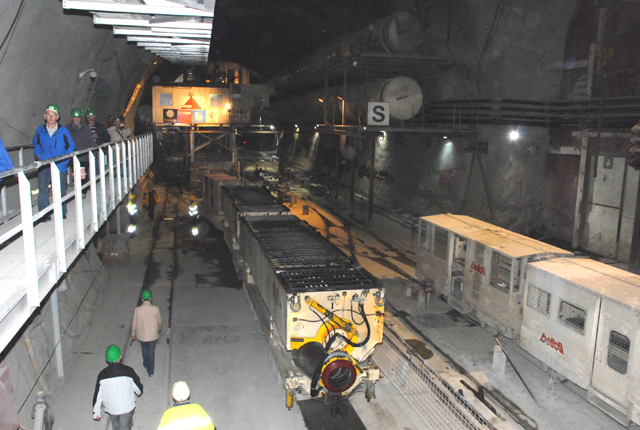
Ondergrondse bouwplaats op 20 juni 2009 te Sedrun